# Конусоголов конічний
Конусоголов конічний (Conocephalum conicum) — вид печіночників родини конусоголових (Conocephalaceae).

## Характеристики
C. conicum є найбільшим з талоїдних печіночників, досягаючи 20 см в довжину. Талом може досягати 17 мм в ширину. Таломи дуже сильно пахнуть, з пурпуровими краями; темно-зелена шкіряста поверхня; рівний і гладкий. По поверхні талому проходить ряд ліній. Повітряні пори, розташовані між лініями, більш помітні.

## Поширення
C. conicum є одним із найпоширеніших печіночників у північній півкулі. C. conicum зустрічається у відкритих лісах, піщаних берегах, вологих скелях або скелях і вологих ґрунтах і тісно пов'язаний з вапняними субстратами.

## Стосунки з грибами
C. conicum асоціюється з деякими видами грибів. Ці гриби утворюють сильно розгалужений міцелій поза рослиною, який потім колонізує зовнішню частину ризоїдів і переходить у гаметофіт.